# 美濃反水庫運動
美濃反水庫運動，是一場於1990年代由居住在中華民國高雄縣美濃鎮的人民所發起之反對在美濃溪上興建美濃水庫的社會運動。

## 歷史

### 緣起
「興建美濃水庫」為前經濟部水資源統一規劃委員會所規劃政策之一，目標是解決南部地區，如高雄、台南及屏東等地區之遠程龐大用水需求。水資源統一規劃委員會在1964年經由立法院通過組織條例而成立，之後全台灣水資源的利用及開發規劃事宜便以此機構專責處理。1992年10月，美濃獲報消息，得知政府預備興建美濃水庫以提供高雄地區用水。由於美濃水庫壩址位在斷層之上，建設有安全疑慮，且會嚴重破壞黃蝶翠谷熱帶母樹林之生態環境，以及衝擊美濃的村落內維持已久的傳統客家文化等因素，因此在1992年底由曾貴海、鍾永豐等人籌組美濃愛鄉協進會，並在1993年率美濃客家鄉親搭乘夜行巴士，遠赴臺北抗議水庫興建。透過有效的動員與國會遊說下，立法院在1993年及1994年，連續兩年刪除了美濃水庫的工程預算，僅保留替代方案研究經費。

### 抗爭
1993年3月，美濃反水庫後援自救會發動「反水庫大遊行」繞行全鎮。美濃居民至高雄縣政府陳情，時任縣長余陳月瑛簽署反水庫。次日二百多位美濃鄉親前往立法院陳情。1998年4月16日，行政院長蕭萬長重啟美濃水庫計畫，宣佈「美濃水庫一年內動工」。1998年秋天，林生祥決定回到美濃參與反水庫運動，與美濃愛鄉協進會共同著手籌製反水庫運動音樂專輯，並於1999年成立交工樂隊，發行客語專輯「我等就來唱山歌」。1999年4月19日，美濃反水庫人士動員十五部遊覽車前往立法院陳情，一週後美濃鄉親搭乘兩部遊覽車北上監督美濃水庫預算審查，立法院將美濃水庫二億五千萬元預算全數刪除。2000年3月18日，民進黨籍陳水扁當選總統，隨後宣佈任內不興建美濃水庫。

### 後續
2015年5月，國民黨政府推出高屏大湖計畫，欲作為美濃水庫的替代方案，再度引起水庫興建話題。而民進黨籍總統候選人蔡英文則在7月一次活動中表示「美濃水庫已不再是個議題」。

## 另見
- 美濃愛鄉協進會
- 高雄市旗美社區大學
- 交工樂隊
- 鍾鐵民
- 曾貴海
- 鍾永豐
- 林生祥